# 三丁目的夕陽2
《ALWAYS再續幸福的三丁目》（日語：ALWAYS 続・三丁目の夕日），山崎貴執導的日本電影。改編自西岸良平的漫畫《三丁目的夕陽》，是《ALWAYS幸福的三丁目》電影系列的第二部。2007年11月3日上映。由吉岡秀隆、堤真一、藥師丸博子、小雪、堀北真希等主演。

## 情節
以1959年的日本東京都下町的夕日町三丁目為舞台。
鈴木家的親戚將女兒美加（小池彩夢 飾）暫時寄養在鈴木家，則文（堤真一 飾）、知江（藥師丸博子 飾）和六子（堀北真希 飾）都非常歡迎，唯有一平（小清水一揮 飾）對美加很不友善。
鈴木家的對面，龍之介（吉岡秀隆 飾）雖然繼續撫養著淳之介（須賀健太 飾），但是淳之介的親生父親川淵（小日向文世 飾）卻不斷試圖領回兒子。龍之介向川淵保證一定會讓淳之介過上正常的生活。但是隨著物價上升，龍之介家的生活確實越來越拮据，淳之介甚至私自決定自己省下午飯錢，這個舉動更是驚動了學校老師。
廣美（小雪 飾）爲了償還給父親治病的債務，不得不在脫衣表演場所打工。一個大阪的老闆想娶她做後妻。
龍之介孤注一擲，決定重新挑戰芥川獎，這次他的作品終於入選了芥川獎的最終入圍名單，全三丁目的人們都為他感到高興。但是一位自稱芥川獎評委的人前來告訴龍之介，他的實力絕對應該獲獎，但是缺乏「應酬」，三丁目的人們紛紛籌錢給龍之介……

## 演員
- 茶川龍之介：吉岡秀隆
- 鈴木則文：堤真一
- 鈴木知江：藥師丸博子
- 石崎廣美：小雪
- 星野六子：堀北真希
- 宅間史郎：三浦友和（特別演出）
- 鈴木一平：小清水一揮
- 古行淳之介：須賀健太
- 鈴木美加：小池彩夢
- 大田金：罇真佐子
- 川淵康成：小日向文世
- 中山武雄：淺利陽介
- 丸山精肉店老闆：MAGY
- 吉田汽車老闆：溫水洋一
- 佐竹幸弘：小木茂光
- 郵遞員：神戶浩
- 中島巡査：飯田基祐
- 冰店老闆（水野）：皮耶爾瀧
- 山村老師：吹石一惠
- 牛島：福士誠治
- 山本信夫：上川隆也
- 大橋：渡邊一惠
- 新聞記者：東貴博
- 新聞記者：羽鳥慎一（日本電視台主播）
- 舞女梅子：手塚理美
- 舞女瑪麗：貫地谷栞
- 舞女千繪美：藤本靜
- 松下忠信：淺野和之

## 製作
- 導演、編劇、視覺效果：山崎貴
- 原作：西岸良平
- 編劇：古澤良太
- 音樂：佐藤直紀
- 執行製片：阿部秀司、奥田誠治
- 製作：三浦姫、龜井修、島谷能成、平井文宏、島本雄二、西垣慎一郎、大月昇、島村達雄、高野力
- 製作人：安藤親廣（ROBOT）、山際新平、高橋望、倉田貴也
- 共同製作：守屋圭一郎、植田文郎、久保雅一
- 助理製作：小出真佐樹、紙藏克、澤邊伸政
- 攝影：柴崎幸三
- 照明：水野研一
- 錄音：鶴卷仁
- 美術：上條安里
- 装飾：龍田哲兒
- 視覺效果：澀谷紀世子
- 剪輯：宮島龍治
- 音響效果：柴崎憲治
- 副導演：川村直紀
- 責任製作：金子堅太郎、阿部豪
- 角色分配：小畑智子
- 企劃、製作公司：ROBOT
- 製作：《永遠的三丁目的夕陽2》製作委員會（日本電視台、ROBOT、小学館、東寶、Vap、電通、讀賣電視台、白組、IMAGICA、札幌電視台、宮城電視台、靜岡第一電視台、中京電視台、廣島電視台、福岡放送）

## 主題歌
- BUMP OF CHICKEN《花的名字》

## 外部連結
- 官方网站
- 豆瓣电影上《三丁目的夕陽2》的資料 （简体中文）